# Sacin
Sacin (prononciation : [ˈsat͡ɕin]) est un village polonais de la gmina de Nowe Miasto nad Pilicą dans le powiat de Grójec de la voïvodie de Mazovie dans le centre-est de la Pologne.
Il se situe à environ 6 kilomètres au nord de Nowe Miasto nad Pilicą (siège de la gmina), à 30 kilomètres au sud-ouest de Grójec (siège de la powiat et à 68 kilomètres au sud-ouest de Varsovie (capitale de la Pologne).

## Histoire
De 1975 à 1998, le village appartenait administrativement à la voïvodie de Radom.